# Changshustadion
Het Changshustadion is een multifunctioneel stadion in Changshu, een stad in China. 
Het stadion wordt vooral gebruikt voor voetbalwedstrijden. Het werd gebruikt voor wedstrijden op het Aziatisch kampioenschap voetbal onder 23 van 2018. Er werden 6 groepswedstrijden en een kwartfinale gespeeld.
In het stadion is plaats voor 30.000 toeschouwers.